# Talia Ilan

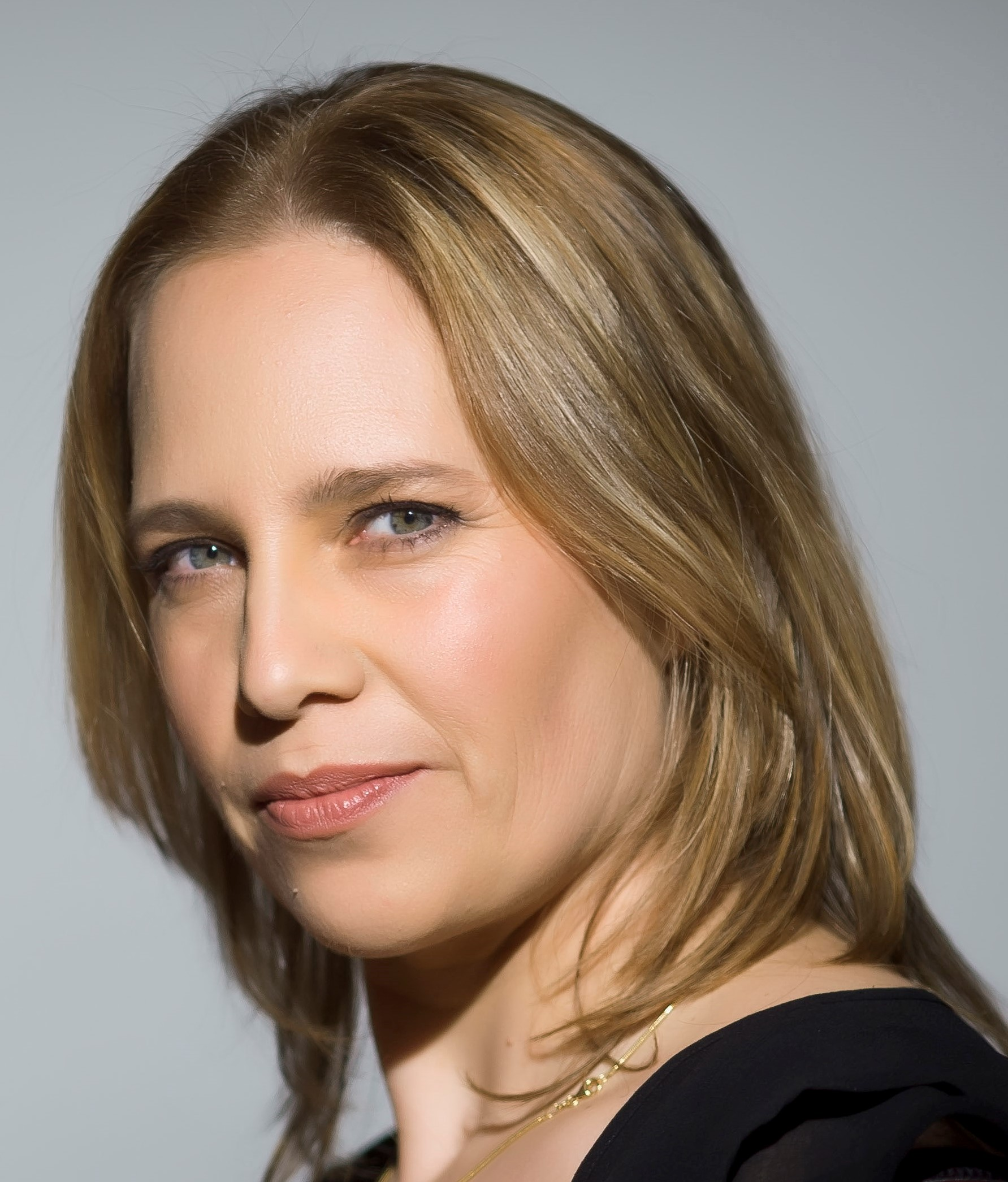
Talia Ilan (2013)

Talia Ilan (hebräisch טליה אילן; geboren am 19. Oktober 1971 in Tel Aviv) ist eine israelische Dirigentin, Klarinettistin und Musikredakteurin.

## Leben
Talia Ilan wuchs in Tel Aviv in einer Familie polnischer Herkunft auf. Sie studierte zunächst Klavier und Klarinette an der Thelma Yellin High School of the Arts in Givʿatajim. Nach dem Militärdienst studierte sie zunächst auf Wunsch der Eltern Wirtschaftswissenschaften an der Universität Tel Aviv. Gleichzeitig jedoch belegte sie das Fach Dirigieren und vervollständigte ihre musikalischen Studien mit dem Master und dem Arts Diploma an der Rubin Academy of Music in Jerusalem bei Mendi Rodan.
Sie setzte ihre weitere Dirigierausbildung auf internationaler Ebene fort. Zu ihren Förderern zählten Daniel Barenboim von der Staatsoper Unter den Linden Berlin, bei dem sie 1999 am Pult des West-Eastern Divan Orchestra assistierte, und Michael Tilson Thomas, bei dem sie mit dem London Symphony Orchestra sowie mit den Orchestern New World Symphony in Miami und San Francisco Symphony arbeitete. Sie erhielt einen Best Conductor Award bei Wettbewerben der Janáček-Philharmonie Ostrava (September 2000) und der Mährischen Philharmonie in Olmütz (September 2001).
Talia Ilan wurde zunächst 2001 leitende Dirigentin des Campus Orchestra in Ramat haScharon. 2006 wurde sie außerdem zur Chefdirigentin des 1992 gegründeten Israel Stage Orchestra ernannt. Dieses Ensemble hatte sich zum Ziel gesetzt, Generationen übergreifende Familienkonzerte mit klassischer und zeitgenössischer Musik zu geben, jungen Künstlern Auftritte zu ermöglichen und vermehrt junges Publikum anzusprechen. Ilan konzertierte mit diesem Orchester regelmäßig in Tel Aviv und organisierte u. a. 2010 Meisterklassen für junge Dirigierende unter der Leitung von Yoel Levi. Außerdem gastierte sie mit dem Stage Orchestra regelmäßig beim Abu Gosh Festival, dem größten Festival für Vokalmusik im Land.
Darüber hinaus wirkte sie als Gastdirigentin in Italien beim Ischia Music Festival 2007, in der Volksrepublik China beim Macau Orchestra 2009, beim Qingdao Orchestra 2015 und beim Guiyang Orchestra 2019. Zudem dirigiert sie gastweise größere israelische Orchester wie das Haifa Symphony Orchestra, das Israel Chamber Orchestra, die Israel Sinfonietta Beʾer Scheva, das Aschdod Symphony Orchestra sowie das Raʿananna Symphonette Orchestra.
Im Juni 2017 debütierte sie am Dirigierpult des Israel Philharmonic Orchestra auf Einladung von Zubin Mehta.
Daneben unterrichtete sie zeitweise am Hed College of Contemporary Music in Tel Aviv. Sie lehrt Dirigieren am Ono Academic College in Kirjat Ono.
Sie ist auch Dirigentin und Klarinettistin bei Reflex, einem Ensemble für zeitgenössische Musik, das in New York und Tel Aviv tätig ist. Zudem ist sie zusammen mit der Pianistin Nadia Weintraub Gründerin und Dirigentin der Classical Women, eines Orchesters aus Mitgliedern u. a. des Israel Philharmonic Orchestra.
Bis zum Jahr 2019 war Talia Ilan Chefdirigentin des Israel Stage Orchestra und des Campus Orchestra. Seither ist sie als freischaffende Dirigentin tätig. Ihr Repertoire umfasst Orchesterwerke der Klassik, Romantik und der Neuen Musik.
Seit 2019 arbeitet sie zudem als Musikredakteurin beim Klassiksender des Israelischen Rundfunks.
2020 startete Talia Ilan die Aktion #oneconductoraday, um die unterschätzte Vielzahl von Dirigentinnen weltweit zu demonstrieren. Im August 2023 präsentierte sie beim Stand von 1000 Dirigentinnen eine Zwischenbilanz.

## Privates
Talia Ilan ist seit 2008 mit dem chinesischen, aus Shanghai stammenden Dirigenten Yi-An Xu (* 1979) verheiratet, der an der Universität Tel Aviv lehrt und mit dem sie zwei Töchter hat.